# 吉章简
吉章简（1901年11月11日—1992年4月28日），字夏迪，海南崖县四区（今乐东县九所镇）老吉落村人。黄埔二期工兵科。国民革命军中将。

## 生平
祖父吉大申，例贡生，富甲一方。父亲吉岳华（1853-1907），禀贡生，曾任惠来县教谕。吉章简兄弟七人，其本人排行第七。
1920年到广州就读于“潮州三十六邑旅省中学”。1921年到上海就读江苏省立水产专门学校航海科。1924年夏回到广州投考警卫军讲武堂，不久，该讲武堂并入黄埔军校第二期，在校期间参加第一次东征及回师讨伐杨（希闵）刘（震寰）战役。毕业后，任国民革命军第一师工兵连见习官。第二次东征攻下惠州城后，调黄埔军校潮州分校任中尉区队长，旋调第25师59团上尉连长。北伐战争中，从粤东出发进攻福建、浙江的北伐军东路军的第一纵队任少校参谋。占领浙江后，任浙江省保安第4团少校营长。1927年，调国民革命军总司令部补充团任营长，不久调任黄埔六期第四大队区队长、黄埔六期第十三中队中校队长。 
1929年，津浦铁路护路第二大队中校大队长，驻济南，负责兖州至天津段。1931年任宪兵第四团上校团长，驻防南昌。福建事变时移驻福州清乡。由于1932年签订的《淞沪停战协定》规定国民政府不准在上海驻军，上海市政府先设立保安处，1936年4月将保安处改为上海市保安总团，调宪兵第四团团长吉章简任总团长于4月17日到职。总团部设在虹口东长治路（中虹桥）。总团部设少将总团长1人，上校总团附1人，上校参谋主任1人。并分设参谋、秘书、副官、军需、军械各室，计准尉以上官佐33人。士兵约200人。总团部另有直属特务队及通讯分队。总团下辖第一团、第二团两个团，每团辖3个大队，每个大队辖3个中队。各团下辖有特务中队和通讯分队。各团官佐约110人，士兵约1100人，保安总团共计官佐300人，士兵2500人。
抗战爆发后淞沪会战时，退至昆山，上海市保安总团编成一个警备旅，隶属于胡宗南第一军第78师。后升任第29军预备第六师中将师长，在福建长汀组训部队。率部参加武汉会战南昌附近战斗，部队消耗殆尽。胡宗南保荐拟任中央军校第七分校总队长（未到职）。福建省主席陈仪保荐吉章简为驻龙岩的汀漳师管区司令。1938年底胡宗南保荐为甘肃省保安处中将处长，指挥四个保安团驻陇东与陕甘宁边区对峙。1943年任第八十军副军长。后升任新编第七军军长。第三集团军参谋长。1944年军委会交通巡察处处长，主持轮训军统诸武装的特训班。1945年2月授陆军少将。 
1946年3月至1948年1月任交警总局总局长。上任前，吉章简陪戴笠到新光复的北方视察，沿途向戴笠报告了他计划在北方地区的兵力配置计划等，据吉回忆，戴笠听后竟向他说：“你不要花这空精神了，北方很快又要沦陷到共党手上，你要把重点放在长江以南，比较实际。”郑介民接替戴笠掌管军统局后，吉、郑都是海南人，同为黄埔二期。毛人凤接替郑介民后，1948年1月与毛不睦而下野。1949年国府临时首都迁到广州，1949年9月蒋介石选调吉章简出任广州市警察局局长，兼第二十一兵团副司令官。1949年10月14日广州被共军占领前夕率广州市保警南撤。到台湾后任海南岛反共救国军总指挥。
入台后专任国大代表及光復大陸設計研究委員會委员。革命实践研究院第二十三期毕业。1959年退役。国民党第十三届中央评议委员。

## 家人
- 父亲吉岳华
- 五兄吉章信：黄埔四期生
- 侄子吉承灏（1917-2013）：黄埔军校本校高教班第十期。1949年9月出任广州市警察局保安警察总队第一大队大队长[4]，1949年10月14日率部撤往海南。撤台后官至少将。
- 族弟吉猛（1908—1963）：黄埔六期，陆军少将。曾任陆军排、连、上海市保安总团特务大队大队长、预备第六师中校副团长。武汉会战后预六师余部归并第六十军，留任上校团长。后调甘肃省保安处任保安团上校团长。忠义救国军浙江地区少将副指挥。交通警察总局第十总队少将总队长，保安第三旅少将副旅长。海南岛反共救国军总指挥部少将办公室主任等职。[6]

- 结发妻子陈荷花
- 长男吉承侠（1930.9.24-）：又名吉承平，黄埔十五期炮二队。赴台后任宪兵司令部参谋，总政战部参谋、政工干校队长、大队长、处长、高级班主任等职。陆军指挥参谋大学教官、主任教官、特种作战部队大队长、军炮兵指挥官等职。1973年调任警备总部保安处长；1976年调副参谋长；1977年调安全局国内安全处长；1978年初调升警备总部中将副参谋长。1978年6月1日，调台中师管区兼中部地区警备司令。1980年升警备总部参谋长，1981年12月升任警备总部中将副总司令，1985年4月限龄退役。